# قائمة الصحابيات

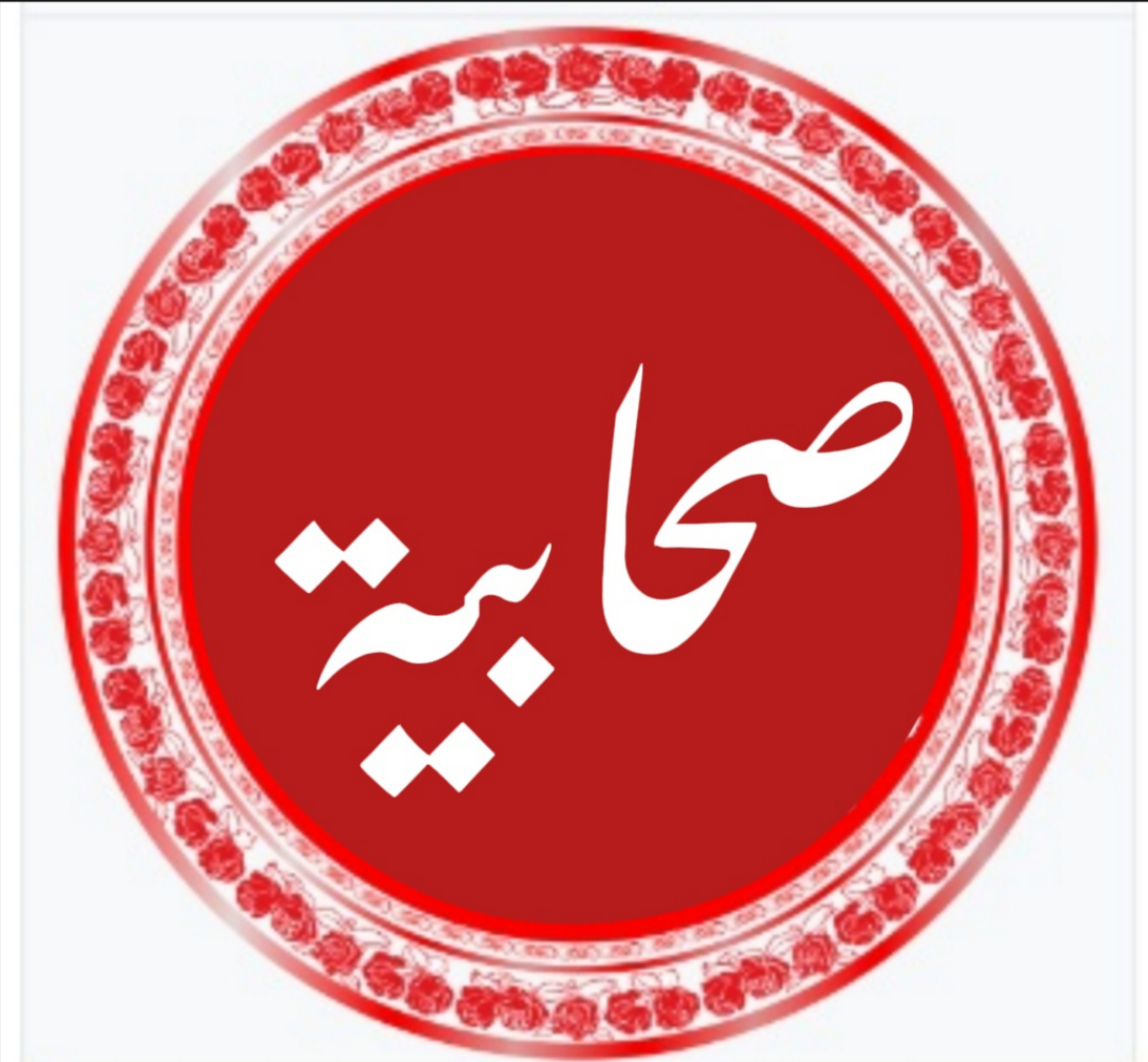
تخطيط لكلمة صحابية

الصحابيات هن النساء التي لقين النبي محمد ﷺ مؤمنات به، ومتن على الإسلام؛ سواء طالت مدة لقائهن بالنبي أو قصرت، روين عنه الحديث أو لم يروا. هذه قائمة بأسماء الصحابيات مرتبة أبجديًا.

## آ
| م | الصحابية        | نبذة | ملاحظات |
| - | --------------- | --- | ------- |
| 1 | آمنة بنت عفان   | هي أخت عثمان بن عفان، وأمها أروى بنت كريز، ذكر ابن الكلبي أنها كانت في الجاهلية ماشطة، وأنها تزوجت الحكم بن كيسان مولى بني مخزوم، وقال أبو موسى: أسلمَتْ يوم الفتح، وكانت عند سعد حليف بني مخزوم، وكانت من النسوة اللاتي بايعن النبي محمد مع هند بنت عتبة زوجة أبي سفيان على ألا يشركن بالله شيئًا ولا يسرقن ولا يزنين. |         |
| 2 | آمنة بنت الأرقم | صحابية من المهاجرات، روى أبو السائب المَخْزُومِيُّ عن جدته آمنة بنت الأرقم أن النبي محمد أقطعها بئرًا ببطن العقيق؛ فكانت تسمى بئر آمنة، وبارك لها فيها، وقال ابن الأثير: «ذكرها الأشيريّ عن ابن الدباغ فيما نقله مستدركًا على أبي عمر»، وقال ابن حجر: «ذكرها ابْنُ الدَّبَّاغِ مستدركًا على الاستيعاب».                               |         |

## أ
| م  | الصحابية                      | نبذة | ملاحظات |
| -- | ----------------------------- | --- | ------- |
| 1  | أروى بنت كريز                 | صحابية، هي أم عثمان بن عفان، وأمها البيضاء بنت عبد المطلب، تزوّجها عفان بن أبي العاص، فولدت له عثمان وآمنة، ثمّ تزوّجها عقبة بن أَبِي مُعَيْط فولدت له الوليد وعمارة وخالدًا وأمّ كلثوم وأمّ حكيم وهندًا، أسلمت وهاجرت إلى المدينة بعد ابنتها أم كلثوم بنت عقبة وبايعت النبي محمد. |         |
| 2  | أسماء بنت أبي بكر             | صحابية، ابنة أبو بكر الصديق، وزوجة الزبير بن العوام، وأم عبد الله بن الزبير، وهي أخت عائشة بنت أبي بكر، وأخت محمد بن أبي بكر، تُلقب بـ "ذات النّطاقين"، أسلمت قديمًا بمكة وبايعت النبي محمد، وروت عن النبي عدةَ أحاديث. |         |
| 3  | أروى بنت أبي العاص            | صحابية، وعمة عثمان بن عفان ومروان بن الحكم، ذكر ابن إسحاق أنها من اللاتي بايعن رسول الله يوم الفتح. |         |
| 4  | أروى بنت الحارث بن عبد المطلب | صحابية، ابنة عم النبي محمد، وأمّها غُزيَّة بنت قَيْس بن طَرِيف، وتزوجها أبو وَدَاعَة بن صبرة بن سعيد، فولدت له المطّلب، وأبا سفيان، وأمّ جمَيل، وأمّ حكيم، والربعة بني أبي وداعة، توفيت أروى في حدودَ سنة 50 هـ. |         |
| 5  | أَرْوَى بنت مالك بن خَنْساء        | صحابية، وهي أخت الطفيل بن مالك لأبيه وأمّه، وأمّهما أسماء بنت القين بن كعب، من بني سَلِمة، وتزوّجت أروى من عمرو بن عديّ بن سِنان، وولدت له خالدًا، وأمّ منيع ابني عمرو، وأسلمت أروى، وبايعت النبي محمد. |         |
| 6  | أروى بنت المقوم بن عبد المطلب | صحابية، ابنة عم النبي محمد، وأمّها قلابة بنت عَمْرو بن جَعْوَنَة، وذكر ابن حجر العسقلاني أنها كانت زوج ابن عمها أبي سفيان بن الحارث، وأن الزبير ذكرها وذكر أنها ولدت بنات، وقال ابن سعد: تزوجها أبو مسروح الحارث بن يعمر بن حبان، من بني سعد بن بكر بن هوازن، وكان حليف العباس بن عبد المطلب، فولدت له عبد الله بن أبي مسروح. |         |
| 7  | أسماء بنت عميس                | صحابية، كانت زوجة لجعفر بن أبي طالب، أسلمت أسماء قبل دخول النبي محمد دار الأرقم بمكّة، وبايعت، وهاجرت مع زوجها جعفر إلى الحبشة، ثم إلى المدينة، وبعد مقتل زوجها جعفر في غزوة مؤتة، تزوجها أبو بكر، وبعد وفاته تزوجها علي بن أبي طالب. |         |
| 8  | أسماء بنت يزيد                | صحابية من الأنصار، وهي ابنة عمة معاذ بن جبل. أبوها يزيد بن السكن بن رافع كان أيضًا من الصحابة، قُتل في غزوة أحد. |         |
| 9  | أم حبيب بنت العوام            | صحابية، ابنة عمة النبي محمد، وهي ابنة العوام بن خويلد، وأخت الزبير بن العوام، وأمها صفية بنت عبد المطلب، تزوجها خالد بن حزام فأنجبت له أم الحسن. |         |
| 10 | أم حبيبة رملة بنت أبي سفيان   | صحابية من بني أمية، واسمها رملة، وهي زوجة النبي محمد وابنة أبي سفيان بن حرب، وهي من الصحابيات المهاجرات السابقات الأوليات، وهي أخت الصحابي يزيد بن أبي سفيان والخليفة معاوية بن أبي سفيان. |         |
| 11 | أم سلمة هند بنت أبي أمية      | صحابية من بني مخزوم، واسمها هند، وهي زوجة النبي محمد، وابنة أبو أمية بن المغيرة، وهي من السابقات الأوليات في الإسلام. كانت زوجة لأبي سلمة بن عبد الأسد، وهاجرت معه الهجرة الأولى إلى بلاد الحبشة. |         |
| 12 | أم سليم بنت ملحان             | صحابية من الأنصار من الخزرج، كانت من السابقات إلى الإسلام في يثرب، وهي أم الصحابي أنس بن مالك خادم النبي محمد. |         |
| 13 | أم شريك                       | صحابية، اسمها غزَيَّة، وهي التي وهبت نفسها للنبي محمد، ونزل في ذلك آية: ﴿يَا أَيُّهَا النَّبِيُّ إِنَّا أَحْلَلْنَا لَكَ أَزْوَاجَكَ اللَّاتِي آتَيْتَ أُجُورَهُنَّ وَمَا مَلَكَتْ يَمِينُكَ مِمَّا أَفَاءَ اللَّهُ عَلَيْكَ وَبَنَاتِ عَمِّكَ وَبَنَاتِ عَمَّاتِكَ وَبَنَاتِ خَالِكَ وَبَنَاتِ خَالَاتِكَ اللَّاتِي هَاجَرْنَ مَعَكَ وَامْرَأَةً مُؤْمِنَةً إِنْ وَهَبَتْ نَفْسَهَا لِلنَّبِيِّ إِنْ أَرَادَ النَّبِيُّ أَنْ يَسْتَنْكِحَهَا خَالِصَةً لَكَ مِنْ دُونِ الْمُؤْمِنِينَ قَدْ عَلِمْنَا مَا فَرَضْنَا عَلَيْهِمْ فِي أَزْوَاجِهِمْ وَمَا مَلَكَتْ أَيْمَانُهُمْ لِكَيْلَا يَكُونَ عَلَيْكَ حَرَجٌ وَكَانَ اللَّهُ غَفُورًا رَحِيمًا ۝٥٠﴾ [الأحزاب:50]، وذكرها بعضهم في أزواج النبي محمد. |         |
| 14 | أم عمارة                      | صحابية من الأنصار من الخزرج، اسمها نسيبة بنت كعب توفيت سنة 13هـ، شاركت في عدد من غزوات النبي محمد وبعض معارك حروب الردة. |         |
| 15 | أم قيس بنت محصن الأسدية       | صحابية، أخت عكاشة بن محصن، كانت من المهاجرات الأوليات. |         |
| 16 | أم كلثوم بنت عقبة             | صحابية توفيت سنة 40 هـ، أسلمت في مكة وبايعت ولم تتهيأ لها الهجرة إلا سنة 7هـ، وكان خروجها زمن صلح الحديبية. |         |
| 17 | أم كلثوم بنت محمد             | صحابية، ابنة النبي محمد، ذكر ابن شهر آشوب أن اسمها آمنة، تزوجها عثمان بن عفان بعد وفاة أختها رقية. تُوفيت أم كلثوم سنة 9 هـ. |         |
| 18 | أم كلثوم بنت علي              | حفيدة النبي محمد من ابنته فاطمة، وهي ابنة علي بن أبي طالب، ولِدت في عهد النبي محمد قبل وفاته، تزعم بعض المصادر الشيعية أن اسمها زينب الصغرى، وقالوا كنّاها النبي محمد أم كلثوم لشبهها بخالتها أم كلثوم بنت محمد، وزعم كتاب المجدي في أنساب الطالبين أن اسمها رقية. |         |
| 19 | أم هانئ بنت أبي طالب          | صحابية، ابنة عم النبي محمد، واسمها فاختة وقيل: فَاطِمَةُ وقيل: هند وقيل: عاتكة، وهي أخت علي بن أبي طالب، وأمها فاطمة بنت أسد. تزوجها هبيرة بن أبي وهب، فأنجبت له جعدة وعَمرًا ويوسف وهانئًا، أسلمت عام الفتح، أطعمها النبي محمد من خَيْبَر أربعين وسْقا، وقال الترمذي: عاشت بعد علي. |         |
| 20 | أمامة بنت أبي العاص بن الربيع | صحابية، حفيدة النبي محمد، وأمها زينب بنت محمد، تزوجها علي بن أبي طالب، وأنجبت له محمد الأوسط، وبعد مقتل علي، تزوجها المغيرة بن نوفل بن الحارث بن عبد المطّلب، فأنجبت له يحيى بن المغيرة، وقال ابن عبد البر في الإستيعاب: «وقد قيل إنها لم تلد لعلي ولا للمغيرة وكذلك قال الزبير إنها لم تلد للمغيرة بن نوفل قال وليس لزينب عقب». |         |
| 21 | أمامة بنت الصامت              | صحابية، أخت الصحابي عبادة بن الصامت لأبيه، وأمّها الرباب بنت مالك بن عمرو. تزوّجها جُميع بن مسعود بن عمرو بن أَصْرَم بن عبيد بن سالم بن عوف. قال ابن سعد: «أسلمت أُمامة وبايعت رسول الله صَلَّى الله عليه وسلم». |         |
| 22 | أمة الله بنت أبي بكرة         | أمة الله بنت أبو بكرة الثقفي راوية للحديث عدها ابن عبد البر في الصحابة. روى عنها قتادة بن أبي ميمونة، وقال الذهبي في التجريد: إنها بايعت الرسول صلى الله عليه وسلم. |         |

## ب
| م | الصحابية     | نبذة | ملاحظات |
| - | ------------ | --- | ------- |
| 1 | بركة أم أيمن | صحابية، كانت جارية حبشية الأصل، تعمل لدى عبد الله بن عبد المطلب والد النبي محمد ﷺ، ورثها النبي عن أمه آمنة بنت وهب فلما تزوج بخديجة أعتقها ولكنها بقيت ملازمةً له طيلة حياتها، وكان يقول عنها «أم أيمن، أمي بعد أمي»، أسلمت مذ بعث النبي محمد ﷺ بعد خديجة بنت خويلد وعلي بن أبي طالب وزيد بن حارثة والسابقين، وهاجرت إلى الحبشة وإلى المدينة، وشهدت خيبراً وأحداً وحنيناً وقد مات ابنه أيمن بن عبيد الخزرجي في غزوة حنين، ثم تزوجت بزيد بن حارثة وأنجبت أسامة بن زيد وبه سميت أم حِب رسول الله، وقد بشرها النبي بالجنة. |         |

## ج
| م | الصحابية             | نبذة | ملاحظات |
| - | -------------------- | --- | ------- |
| 1 | جويرية بنت الحارث    | صحابية، من أمهات المؤمنين، أبوها الحارث بن أبي ضرار صحابي وهو سيد بني المصطلق أحد بطون خزاعة. |         |
| 2 | جويرية بنت أبي سفيان | صحابية، وأمها هند بنت عتبة، وهي أخت معاوية بن أبي سفيان، تزوّجها السائب بن أَبِي حُبَيْش بن المطّلب بن أسد، ثمّ خلف عليها عبد الرحمن بن الحارث بن أميّة، أسلمت بعد الفتح وبايعت رسول الله، وشهدت اليرموك، وسكنت دمشق. |         |

## ح
| م | الصحابية               | نبذة | ملاحظات |
| - | ---------------------- | --- | ------- |
| 1 | حفصة بنت عمر بن الخطاب | صحابية، من أمهات المؤمنين، وهي ابنة الخليفة الثاني عمر بن الخطاب، وشقيقة الصحابي عبد الله بن عمر. أسلمت في مكة، ثم هاجرت مع زوجها الأول خنيس بن حذافة السهمي إلى المدينة المنورة، ثم تزوجها النبي محمد بعد وفاة زوجها الأول في غزوة أحد. |         |
| 2 | حليمة السعدية          | صحابية من بني سعد بن بكر أحد بطون هوازن، وهي أُمّ النبي محمد من الرضاعة. |         |
| 3 | حواء الأنصارية         | صحابية من الأنصار، وهي زوجة قيس بن الخطيم، وأم الصحابي ثابت بن قيس بن الخطيم |         |

## خ
| م | الصحابية          | نبذة | ملاحظات |
| - | ----------------- | --- | ------- |
| 1 | خديجة بنت خويلد   | صحابية من أمهات المؤمنين، وهي أولى زوجات النبي محمد، وأم كل أبنائه ما عدا ولده إبراهيم، عاشت مع النبي محمد فترة ما قبل البعثة، وتوفيت بمكة قبل هجرته إلى المدينة.                        |         |
| 2 | خولة بنت عامر     | صحابية من الأنصار، كانت زوجة لحمزة بن عبد المطلب. |         |
| 3 | خولة بنت حكيم     | صحابية من بني سُليم، كانت زوجة للصحابي عثمان بن مظعون. |         |
| 4 | أم الدرداء        | صحابية وراوية للحديث، وهي زوجة الصحابي أبو الدرداء الأنصاري. |         |
| 5 | خالدة بنت أبي لهب | صحابية، ابنة عم النبي محمد، أمها أم جميل بنت حرب بن أمية، قال ابن سعد في الطبقات الكبير: تزوّجها عثمان بن أبي العاص الثقفي فولدت له، وذكرها الدارقطني في كتاب الإخوة وقال: ولا رواية لها. |         |

## د
| م | الصحابية         | نبذة | ملاحظات |
| - | ---------------- | --- | ------- |
| 1 | درة بنت أبي لهب  | صحابية، وابنة عم النبي محمد، أمها أم جميل بنت حرب بن أمية. أسلمت درة، وهاجرت إلى المدينة، وقال ابن سعد: «تزوّجها الحارث بن عامر بن نوفل بن عبد مناف بن قصيّ فولدت له الوليد وأبا الحسن ومسلمًا، ثمّ قُتل يوم بدرٍ كافرًا فخلف عليها دِحْية بن خليفة بن فروة الكَلْبِي»، وقال ابن حجر العسقلاني: «وذكر البلاذُرِيُّ أن زيد بن حارثة تزوَّجها ولعل ذلك قبل أنْ يتزوَّجها الحارث بن نوفل وقيل: تزوجها دحية الكلبي». |         |
| 2 | درة بنت أبي سلمة | صحابية قرشية، وهي: دُرّة بنت أبي سلمة بن عبد الأسد القرشيّة المخزوميّة، وقيل اسمها رقية، حيث قالت أمينة عمر الخراط: «وأما درة بنت أبي سلمة، وربيبة النبي صلى الله عليه وسلم فيذكر الرواة لها اسماً ثانيًا وهو رقية.» |         |

## ر
| م | الصحابية      | نبذة | ملاحظات |
| - | ------------- | --- | ------- |
| 1 | رقية بنت محمد | صحابية، ابنة النبي محمد من زوجته خديجة بنت خويلد، وأكبر بناته بعد زينب. كنيتها أم عبد الله ولقبها ذات الهجرتين، وُلدت قبل البعثة النبوية بنحو سبعة أعوام، وأدركت الإسلام وهاجرت إلى الحبشة والمدينة المنورة، وتُوفيت يوم غزوة بدر سنة 2 هـ عند زوجها عثمان بن عفان وعمرها 21 عامًا. |         |
| 2 | رزينة         | رزينة خادمة رسول الله صَلَّى اللَّهُ عَلَيْهِ وَسَلَّمَ وهي مولاة صفية زوج النبي صَلَّى اللَّهُ عَلَيْهِ وَسَلَّمَ روت عنها ابنتها أمة الله بنت رزينة ولها أيضا صحبة في قول. |         |

## ز
| م | الصحابية                 | نبذة | ملاحظات |
| - | ------------------------ | --- | ------- |
| 1 | زينب بنت جحش             | صحابية، من أمهات المؤمنين، وهي ابنة عمة النبي محمد أميمة بنت عبد المطلب، وهي أخت الصحابي عبد الله بن جحش. أسلمت وهاجرت إلى المدينة المنورة، وتزوجها النبي محمد بعد أن طلقها متبناه السابق زيد بن حارثة، توفيت وعمرها 53 سنة، وكانت أول زوجات النبي لحاقًا به، وصلى عليها عمر بن الخطاب، ودفنت بالبقيع.                                                                                      |         |
| 2 | زينب بنت خزيمة           | صحابية من بني هلال، كانت من أمهات المؤمنين. |         |
| 3 | زينب بنت محمد            | صحابية، وهي كبرى بنات النبي محمد من زوجته خديجة بنت خويلد، وُلدت قبل البعثة النبوية بعشر سنوات، وأدركت الإسلام وهاجرت إلى المدينة المنورة، وتُوفّيت سنة 7 هـ أو 8 هـ عند زوجها وابن خالتها أبو العاص بن الربيع وعمرها يومئذٍ قرب الثلاثين. |         |
| 4 | زينب بنت العوام          | صحابية وشاعرة، وهي أخت الزبير بن العوام، وزوجة حكيم بن حزام، أدركت الإسلام، وأسلمت، وعاشت إلى أن قتل ابنها عبد الله بن حكيم يوم الجمل، فرثته وذكرت أخاها بأبيات، وتوفيت نحو عام 40 هـ. |         |
| 5 | زينب بنت علي بن أبي طالب | صحابية، حفيدة النبي محمد من ابنته فاطمة، أبوها علي بن أبي طالب، أدركت النبي محمد حيث ولدت في حياته. تزوجت زينب من عبد الله بن جعفر بن أبي طالب فأنجبت له عليًّا وعونًا الأكبر وعبّاسًا ومحمدًا وأمّ كلثوم، وكانت مع أخيها الحسين لما قتل، وحُمِلت إلى دمشق، وحَضَرت عند يزيد بن معاوية، وكلامها ليزيد حين طلب الشامي أختها فاطمة بنت علي من يزيد، مشهور مذكور في التواريخ، وهو يدل على عقل وقوة جَنَان. |         |

## س
| م | الصحابية        | نبذة | ملاحظات |
| - | --------------- | --- | ------- |
| 1 | سمية بنت خياط   | صحابية، أسلمت بمكة قديمًا هي وزوجها ياسر بن عامر وابنها عمار بن ياسر، وهي سابع سبعة أظهروا إسلامهم بمكة، من غير بني هاشم. لقيت أصنافًا من العذاب، لترجع عن دينها فصبرت ولم ترجع. طعنها أبو جهل بحربة في قبلها حتى ماتت، وكانت حينها عجوزًا ضعيفة. وقد كني بعدها بأبي جهل، كناه بها محمد والوليد بن المغيرة، وهي أول شهيدة في الإسلام، وكانت وفاتها بمكة سنة 7 قبل الهجرة. |         |
| 2 | سهلة بنت سهيل   | صحابية قرشية، وهي ابنة الصحابي سهيل بن عمرو. أسلمت بمكة، وهاجرت إلي الهجرة الأولى إلى الحبشة مع زوجها أبي حذيفة بن عتبة بن ربيعة. |         |
| 3 | سودة بنت زمعة   | صحابية، من أمهات المؤمنين، وهي ثاني زوجات النبي محمد، ومن السابقين الأولين في الإسلام، ولدت في مكة، وهاجرت مع أخيها مالك بن زمعة في الهجرة الثانية إلى الحبشة. |         |
| 4 | سيرين بنت شمعون | صحابية، وهي أخت أم المؤمنين مارية القبطية، أهداها المقوقس إلى النبي محمد، فأهداها النبي محمد إلى حسان بن ثابت، فأنجبت له ولده عبد الرحمن، وذهب بعض المؤرخين إلى أن اسمها "شيرين". |         |

## ص
| م | الصحابية             | نبذة | ملاحظات |
| - | -------------------- | --- | ------- |
| 1 | صفية بنت حيي بن أخطب | صحابية، من أمهات المؤمنين، أبوها حيي بن أخطب. |         |
| 2 | صفية بنت عبد المطلب  | صحابية وشاعرة، وهي عمة النبي محمد، وأم الزبير بن العوام. أسلمت صفية، وبايعت النبي محمد، وهاجرت إلى المدينة وأطعمها النبي محمد أربعين وَسْقًا بخَيْبَر. تُوفِّيت في خلافة عمر بن الخطاب سنة 20 هـ في المدينة المنورة، ولها من العمر ثلاثٌ وسبعون سنة، ودُفنت بالبُقِيع بفناء دار المغيرة بن شعبة. |         |

## ع
| م | الصحابية          | نبذة | ملاحظات |
| - | ----------------- | --- | ------- |
| 1 | عائشة بنت أبي بكر | صحابية، من أمهات المؤمنين، وهي ثالث زوجات النبي محمد، وهي البكر الوحيدة التي تزوجها النبي محمد، وهي ابنة أبو بكر الصديق. تزوجها النبي محمد بعد غزوة بدر في شوال سنة 2 هـ.                                                                    |         |
| 2 | عزة بنت أبي لهب   | صحابية، ابنة عم النبي محمد، أمها أم جميل بنت حرب بن أمية، قال ابن سعد في الطبقات الكبير: تزوّجها أوفى بن حكيم بن أُميّة بن حارثة بن الأوقص السلمي فولدت له عبيدة وسعيدًا وإبراهيم بني أوفى، وذكرها الدارقطني في كتاب الإخوة وقال: ولا رواية لها. |         |

## ف
| م | الصحابية         | نبذة | ملاحظات |
| - | ---------------- | --- | ------- |
| 1 | فاطمة الزهراء    | صحابية، ابنة النبي محمد، وأمها خديجة بنت خويلد، تزوجها علي بن أبي طالب، فأنجبت له الحسن والحسين والمحسن وزينب وأم كلثوم، وهي سيدة نساء العالمين، قال النبي محمد لفاطمة: «إِنَّ اللَّهَ يَغْضَبُ لِغَضَبِكِ وَيَرْضَى لِرَضَاكِ». |         |
| 2 | فاطمة بنت أسد    | صحابية، زوجة أبي طالب، وأم علي بن أبي طالب، وهي أول هاشمية ولدت لهاشمي، وهي أيضًا أول هاشمية ولدت خليفة، تزوجها أبو طالب فأنجبت له طالبًا، وعقيلًا، وجعفرًا، وعليًّا، وأمّ هانئ، وجمانة، وريطة، وأسماء، وروي أن فاطمة بنت أسد ولدت علي بن أبي طالب في جوف الكعبة، أسلمت، وهاجرت إلى المدينة. كان النبي محمد، يزورها ويقيّل في بيتها، وتوفيت فاطمة عام 4 هـ. |         |
| 3 | فاطمة بنت الخطاب | صحابية قرشية، ولدت في مكة، وهي أخت عمر بن الخطاب. أسلمت مع زوجها سعيد بن زيد، وكانت السبب في إسلام عمر بن الخطاب. |         |

## ك
| م | الصحابية                | نبذة                                                                         | ملاحظات |
| - | ----------------------- | ---------------------------------------------------------------------------- | ------- |
| 1 | كبشة بنت رافع الانصارية | صحابية من الأنصار، أمها الربيع بنت مالك بن عامر، وهي أم الصحابي سعد بن معاذ. |         |

## ل
| م | الصحابية          | نبذة | ملاحظات |
| - | ----------------- | --- | ------- |
| 1 | ليلى بنت أبي حثمة | صحابية قرشية من المهاجرات، وهي أم الصحابي عبد الله بن عامر بن ربيعة. هاجرت الهجرتين إلى الحبشة وإلى المدينة، وصلّت بالقبلتين، ولها راوية للحديث، روت عنها الصحابية الشفاء بنت عبد الله وابنها عبد الله. |         |
| 2 | لميس بنت عمرو     | صحابية من الأنصار، من المبايعات مع أخواتها الشموس وهند. قال ابن سعد في الطبقات: «أسلمت لميس وبايعت رسول الله، وتزوجها زيد بن يزيد بن جذام بن سبيع».                                                    |         |

## م
| م | الصحابية          | نبذة | ملاحظات |
| - | ----------------- | --- | ------- |
| 1 | مارية القبطية     | مارية القبطية مولاة رسول الله صَلَّى اللَّهُ عَلَيْهِ وَسَلَّمَ وسريته وهي أم ولده إبراهيم ابن النبي صَلَّى اللَّهُ عَلَيْهِ وَسَلَّمَ أهداها له المقوقس صاحب الإسكندرية، وأهدى معها أختها سيرين، وقال محمد بن إسحاق: أهدى المقوقس إلى رسول الله صَلَّى اللَّهُ عَلَيْهِ وَسَلَّمَ جواري أربعاً، منهن: مارية أم إبراهيم، وسيرين التي وهبها النبي صَلَّى اللَّهُ عَلَيْهِ وَسَلَّمَ لحسان بن ثابت، فولدت له عبد الرحمن، وأهديت مارية فوصلت إلى المدينة سنة ثمان، وتوفيت سنة ست عشرة في خلافة عمر، وكان عمر يجمع الناس بنفسه لشهود جنازتها، وصلى عليها. أخرجها الثلاثة. |         |
| 2 | مليكة بنت ملحان   | صحابية من الأنصار، وهي أخت الصحابية أم سليم وخالة الصحابي أنس بن مالك، وهي زوجة الصحابي عبادة بن الصامت، وأخوها سليم وحرام شهدا غزوتي بدر وأحد، واستشهدا يوم بئر معونة. |         |
| 3 | ميمونة بنت الحارث | صحابية من بني هلال، وهي من أمهات المؤمنين، وهي آخر زوجات النبي محمد. |         |

## ن
| م | الصحابية         | نبذة | ملاحظات |
| - | ---------------- | --- | ------- |
| 1 | نسيبة بنت الحارث | صحابية من الأنصار، كنيتها أم عطية. خرجت نسيبة للغزو مع النبي محمد سبع مرات، وكانت تداوي الجرحى، وتسعف المصابين، وتسقي العطشى، وتنقل القتلى إلى المدينة المنورة. |         |
| 2 | نسيبة بنت كعب    | صحابية من الأنصار من الخزرج، كنيتها أم عمارة، شاركت في عدد من غزوات النبي محمد وبعض معارك حروب الردة، هي زوجة زيد بن عاصم الأنصاري توفيت سنة 13هـ.              |         |

## هـ
| م | الصحابية             | نبذة | ملاحظات |
| - | -------------------- | --- | ------- |
| 1 | هالة بنت خويلد       | صحابية، أخت أم المؤمنين خديجة بنت خويلد، وأم الصحابي أبي العاص بن الربيع، روى هشام بن عروة، عن أبيه، عن عائشة قالت: «استأذنت هالةُ بنت خُوَيْلد أخت خديجة على رسول الله ﷺ، فعرف استئذان خديجة، فارتاع لذلك، وقال: الْلَّهُمَّ هَالَةُ. فَغِرْتُ فقلت: ما تذكر من عجوز من عجائز قريش حمراء الشِّدقين، هلكت في الدهر، وأبدلك الله خيرًا منها». |         |
| 2 | هالة بنت عوف         | صحابية قرشية من بني زهرة، من المهاجرات، وهي زوجة الصحابي بلال بن رباح، وشقيقة الصحابي عبد الرحمن بن عوف الزهري. |         |
| 4 | هند بنت عتبة         | صحابية، كانت لهن شهرة عالية قبل الإسلام وبعده، وهي زوجة الصحابي أبي سفيان بن حرب، وأم الخليفة الأموي معاوية بن أبي سفيان، أسلمت يوم فتح مكة بعد إسلام زوجها أبي سفيان بليلة. |         |
| 5 | هند بنت عمرو بن حرام | صحابية من الأنصار، كانت زوجة للصحابي عمرو بن الجموح. |         |
| 6 | هند بنت عتيق         | صحابية، كانت ربيبة للنبي محمد، ذكرها ابن سعد وذكر بأنها زوجة صيفي بن أميَّة وأنجبت له محمد بن صيفي، وذكرها الدَّارَ قُطْنِيُّ وقال: «أسلمت وتزوَّجت ولم تَرْوِ عنه شيئًا.»، وذكرها أيضًا ابن حجر العسقلاني، ويعتقد بعض الباحثين والعلماء من الشيعة بأن خديجة لم تتزوج قبل النبي محمد قطّ، وأن النبي محمد تزوج بها وهي عذراء.               |         |
| 7 | هند بنت العوام       | صحابية، هي أخت الزبير بن العوام، وزوجة زيد بن حارثة. |         |

## مختلف في إسلامهن

### أ
| م | الصحابية             | نبذة | ملاحظات |
| - | -------------------- | --- | ------- |
| 1 | أروى بنت عبد المطلب  | عمّة النبي محمد، وعمّة علي بن أبي طالب، كانت شاعرة، أختلف في إسلامها وفي إسلام أختها عاتكة، ولا خلاف في إسلام أختها صفية، فقال ابن إسحاق ومن تابعه إنه لم يسلم من عمات النبي محمد غير عمته صفية، بينما ذكرها أبو جعفر العقيلي في الصحابة وذكر أيضًا أُختها عاتكة بنت عبد المطلب، وقال ابن سعد: ثمّ أسلمت أروى بنت عبد المطّلب بمكّة وهاجرت إلى المدينة، وروى الواقدي قصة في إسلامها، وجاء في بعض الكتب والمصادر أن أروى توفيت عام 15 هـ في خلافة عمر بن الخطاب ودفنت في البقيع. |         |
| 2 | أميمة بنت عبد المطلب | عمّةُ النبي محمد، وهي أمُّ أمِّ المؤمنين زينب بنت جحش، أختلف في إسلامها، ولا خلاف في إسلام أختها صفية، كما أختلف في إسلام أختيها أروى وعاتكة، فقال ابن إسحاق ومن تابعه إنه لم يسلم من عمات النبي محمد غير عمته صفية، وذكر ابن سعد في الطبقات الكبير أن النبي محمد أطعم أميمة بنت عبد المطلب أربعين وسقًا من تمر خيبر. |         |

### ع
| م | الصحابية             | نبذة | ملاحظات |
| - | -------------------- | --- | ------- |
| 1 | عاتكة بنت عبد المطلب | عمّة نبي الإسلام محمد، تزوّجها في الجاهليّة أبو أُميّة بن المغيرة فولدت له عبد الله وزهيرًا وقريبة، ويعتبرها البعض والدة أم المؤمنين أم سلمة، وهي صاحبةُ الرؤيا المشهورة في قصة بَدْر، وقد أختلف في إسلام عاتكة وكذلك أروى، ولا خلاف في إسلام صفية، وقد قال ابن إسحاق ومن تابعه إنه لم يسلم من عمات النبي محمد غير صفية، وذكرها أبو جعفر العقيلي في الصحابة وذكر أيضًا أروى بنت عبد المطلب، وذكرها ابن فتحون في ذيل الاسْتِيعَابِ، واستدلَّ على إسلامها بِشعْر لها تمدح فيه النّبيّ وتصِفُه بالنبوة، وقال ابن سعد: ثمّ أسلمت عاتكة بنت عبد المطّلب بمكّة وهاجرت إلى المدينة، وقال أَبُو عُمَرَ: اختلف في إسلامها، والأكثر يأبون ذلك. وقد قيل بأن عاتكة دفنت في البقيع. |         |